# Севт I
Севт I (д/н — 410 до н. е.) — володар Одриського царства в 424—410 роках до н. е.

## Життєпис
Син Спарадока, співцаря Тереса I. У 431 році до н. е. під час Пелопоннеської війни цар одрисів Сіталк (стрийко Севта), на прохання союзних йому Афін, вирушив в похід проти Македонії. Севт супроводжував Сітакла в цьому поході і, піддавшись на обіцянки македонського царя Пердікки II віддати йому в дружини свою сестру Стратоніку, завадив успіху походу фракійців протимакедонян. Вплив Севта, другої людини в Одрисского війську після царя Сітакла, було настільки великий, що через 30 днів після його початку похід на Македонію був зупинений. Після повернення до Фракії Севт одружився зі Стратонікою.
У 424 році до н. е. після загибелі Сіталка успадкував Одриське царство. З самого початку новий володар удвічі збільшив данина, яка виплачувалася залежними від нього грецькими містами узбережжя Егейського моря. За роки його правління могутність, сила та багатство Одриської держави значно зросли. Фукідід у творі «Пелопоннеська війна» писав, що щорічний дохід цього царства становив близько 400 талантів, і ще стільки ж в золоті і сріблі йому приносили виплати прибережних міст. Давньогрецький історик також повідомляв, що Севт I дотримувався збереження дружніх відносин з Афінами. Крім цього, історик висловлював припущення, що цар одрисів був замішаний у смерті свого родича і попередника на троні Сітакла.
З 420 року до н.е. став карбувати срібні монети із зображенням вершника на аверсі та своїм ім'ям на реверсі. У 411 році до н. е. Севт I почав війну з Афінами за володіння півостровом Херсонес Фракійський. Роком пізніше він тяжко захворів і помер. Після смерті Севта I царем став стриєчний брат Амадок I. Син (або брат) Севта — Месад — отримав частину царства.